# كيث جونز (لاعب كريكت بريطاني)
كيث جونز (28 مارس 1942 في المملكة المتحدة - ) (بالإنجليزية: Keith Jones)‏ هو لاعب كريكت بريطاني. لعب مع نادي مقاطعة ميدلسكس للكريكت ‏ ونادي مقاطعة بيدفوردشير للكريكت ‏ والمقاطعات الوطنية للكريكيت الإنجليزي والويلزي ‏.

## وصلات خارجية
- كيث جونز على موقع إي آس بي آن كريك إنفو (الإنجليزية)